# Ecphylus chramesi
Ecphylus chramesi är en stekelart som beskrevs av Marsh 1965. Ecphylus chramesi ingår i släktet Ecphylus och familjen bracksteklar. Inga underarter finns listade i Catalogue of Life.